# 45th Space Wing

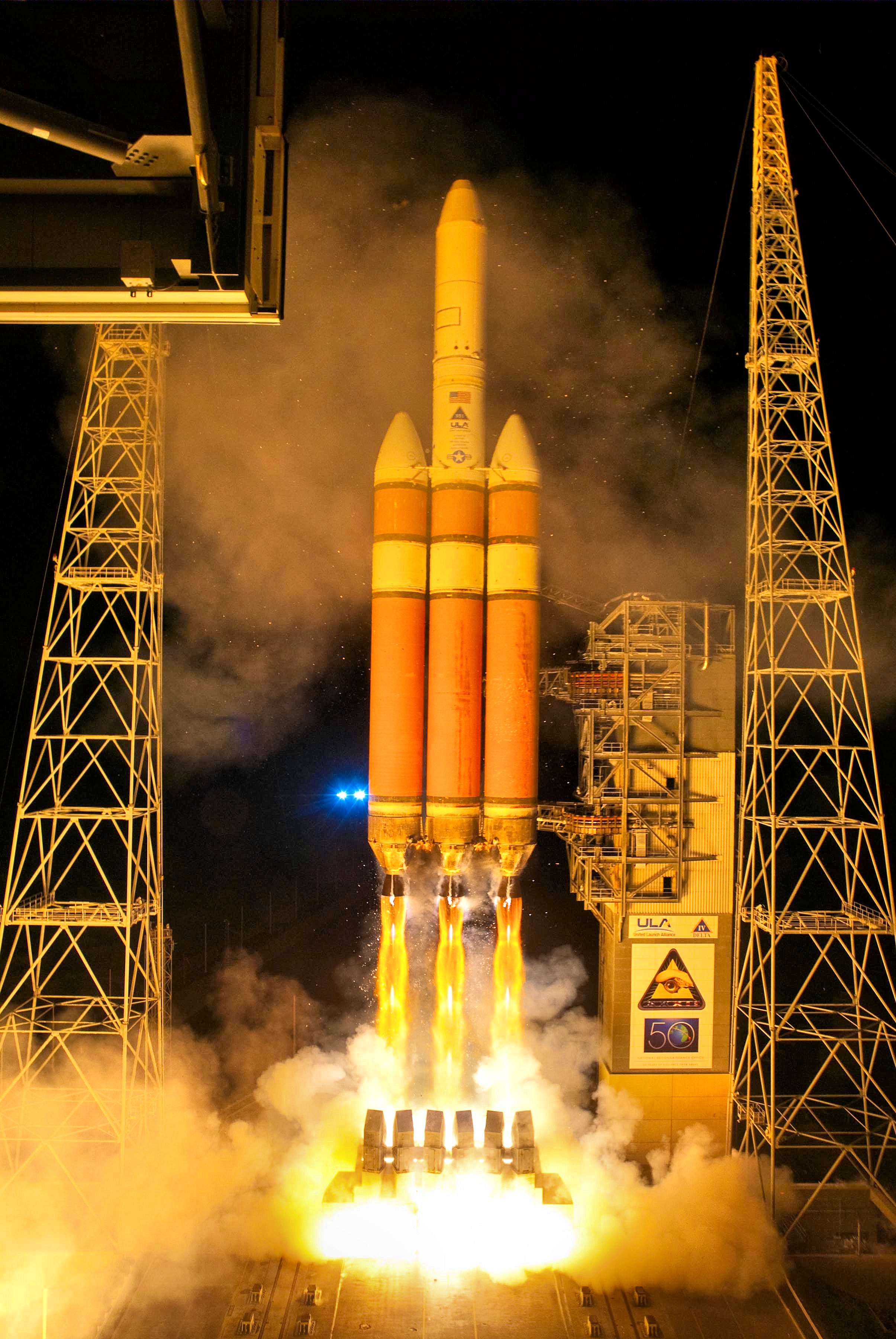
Lancio di un vettore Delta IV da Cape Canaveral

Il 45th Space Wing è stato uno stormo di operazioni spaziali della United States Air Force, inquadrato nello United States Space Command. Il suo quartier generale era situato presso la Patrick Air Force Base, in Florida. L'unità è stata assegnata allo United States Space Force e rinominata Space Launch Delta 45.

## Missione
Lo stormo gestiva i test missilistici del Dipartimento della Difesa, ed aveva il compito di posizionare i satelliti sulle orbite polari dalla costa orientale degli Stati Uniti da Cape Canaveral Air Force Station.

## Organizzazione
- 45th Operations Group
  - 45th Operations Support Squadron
  -  45th Space Communications Squadron
  - 1st Range Operations Squadron
  -  45th Range Management Squadron
  -  45th Weather Squadron
  - Detachment 3 - Tra i vari compiti dell'unità vi era il coordinamento per il soccorso e recupero degli astronauti.
- 45th Launch Group, Cape Canaveral Air Force Station, Florida
  -  5th Space Launch Squadron
  -  45th Launch Support Squadron
- 45th Medical Group
- 45th Mission Support Group
  - 45th Civil Engineer Squadron
  - 45th Contracting Squadron
  - 45th Logistics Readiness Squadron
  - 45th Force Support Squadron
  - 45th Security Forces Squadron